# Liste des sites mégalithiques dans le district d'Évora
Cette liste non exhaustive recense les principaux sites mégalithiques dans le district d'Évora, au Portugal.

## Liste
| Site                             | Type      | Municipalité          | Notes     | Coordonnées                                             | Image |
| -------------------------------- | --------- | --------------------- | --------- | ------------------------------------------------------- | ----- |
| Anta do Pão Mole (pt)            | Dolmen    | Alandroal             |           | 38° 41′ 56″ N, 7° 18′ 44″ O                             |       |
| Anta dos Galvões (pt)            | Dolmen    | Alandroal             |           | 38° 42′ 03″ N, 7° 18′ 40″ O                             |       |
| Anta das Cabeças (de)            | Dolmens   | Arraiolos             |           | 38° 41′ 00″ N, 7° 53′ 46″ O                             |       |
| Antas da Caeira (de)             | Dolmens   | Arraiolos             | 8 dolmens | 38° 52′ 33″ N, 7° 57′ 00″ O                             |       |
| Anta de Paredes                  | Dolmen    | Évora                 |           | 38° 39′ 46″ N, 8° 02′ 20″ O                             |       |
| Anta de Silvadas (de)            | Dolmen    | Évora                 |           | 38° 39′ 40″ N, 8° 02′ 31″ O                             |       |
| Anta de Paço da Vinha            | Dolmen    | Évora                 |           | 38° 37′ 24″ N, 7° 52′ 42″ O                             |       |
| Antas de Valeira                 | Dolmens   | Évora                 | 2 dolmens | 38° 38′ 15″ N, 8° 00′ 12″ O 38° 38′ 12″ N, 8° 00′ 11″ O |       |
| Antas de Barrocal                | Dolmens   | Évora                 | 2 dolmens | 38° 30′ 28″ N, 8° 00′ 20″ O 38° 30′ 32″ N, 8° 00′ 24″ O |       |
| Antas do Pinheiro do Campo (de)  | Dolmens   | Évora                 |           | 38° 35′ 50″ N, 8° 04′ 54″ O                             |       |
| Anta Grande de Zambujeiro        | Dolmen    | Évora                 |           | 38° 32′ 21″ N, 8° 00′ 52″ O 38° 32′ 26″ N, 8° 01′ 03″ O |       |
| Cromlech des Almendres           | Cromlech  | Évora                 |           | 38° 33′ 27″ N, 8° 03′ 40″ O                             |       |
| Menhir des Almendres             | Menhir    | Évora                 |           | 38° 33′ 50″ N, 8° 02′ 54″ O                             |       |
| Cromlech de Portela de Mogos     | Cromlech  | Évora                 |           | 38° 37′ 35″ N, 8° 01′ 32″ O                             |       |
| Cromlech de Vale Maria do Meio   | Cromlech  | Évora                 |           | 38° 37′ 21″ N, 8° 00′ 30″ O                             |       |
| Menhir da Oliveirinha (de)       | Menhir    | Évora                 |           |                                                         |       |
| Menhirs de Casbarra              | Menhirs   | Évora                 | 4 menhirs | déplacés                                                |       |
| Anta de Herdade da Serranheira   | Dolmen    | Montemor-o-Novo       |           | 38° 38′ 27″ N, 8° 00′ 03″ O                             |       |
| Anta de São Brissos              | Dolmen    | Montemor-o-Novo       |           | 38° 31′ 28″ N, 8° 07′ 46″ O                             |       |
| Anta de Estanque                 | Dolmen    | Montemor-o-Novo       |           | 38° 45′ 54″ N, 8° 11′ 39″ O                             |       |
| Anta do Patalim (de)             | Dolmen    | Montemor-o-Novo       |           | 38° 36′ 40″ N, 8° 03′ 32″ O                             |       |
| Anta Grande de Comenda da Igreja | Dolmen    | Montemor-o-Novo       |           | 38° 45′ 29″ N, 8° 12′ 12″ O                             |       |
| Menhir de Courela da Casa Nova   | Menhir    | Montemor-o-Novo       |           | 38° 38′ 56″ N, 8° 17′ 33″ O                             |       |
| Menhir de Tojal                  | Menhir    | Montemor-o-Novo       |           | 38° 31′ 04″ N, 8° 14′ 24″ O                             |       |
| Menhirs de Cuncos                | Menhir    | Montemor-o-Novo       |           | 38° 38′ 42″ N, 8° 17′ 28″ O                             |       |
| Anta de Pavia                    | Dolmen    | Mora                  |           | 38° 53′ 39″ N, 8° 01′ 02″ O                             |       |
| Anta da Cré 3 (de)               | Dolmen    | Mora                  |           | 38° 52′ 08″ N, 7° 58′ 38″ O                             |       |
| Anta da Lapeira n°1 (de)         | Dolmen    | Mora                  |           | 38° 53′ 21″ N, 8° 00′ 39″ O                             |       |
| Mamoa do Monte dos Condes (de)   | Dolmen    | Mora                  |           | 38° 55′ 02″ N, 7° 57′ 18″ O                             |       |
| Anta da Herdade da Candieira     | Dolmen    | Redondo               |           | 38° 42′ 15″ N, 7° 33′ 13″ O                             |       |
| Anta da Herdade das Casas Novas  | Dolmen    | Redondo               |           | 38° 41′ 01″ N, 7° 38′ 00″ O                             |       |
| Anta da Herdade das Dessouras    | Dolmen    | Redondo               |           | 38° 41′ 33″ N, 7° 38′ 06″ O                             |       |
| Anta de Vidigueira               | Dolmen    | Redondo               |           | 38° 40′ 35″ N, 7° 39′ 34″ O                             |       |
| Anta do Colmeeiro                | Dolmen    | Redondo               |           | 38° 41′ 27″ N, 7° 37′ 48″ O                             |       |
| Antas de Olival da Pêga          | Dolmen    | Reguengos de Monsaraz | 2 dolmens | 38° 27′ 05″ N, 7° 24′ 04″ O 38° 27′ 06″ N, 7° 23′ 56″ O |       |
| Cromlech de Xarez                | Cromlech  | Reguengos de Monsaraz |           | déplacé 38° 27′ 12″ N, 7° 22′ 15″ O                     |       |
| Menhir de Barrocal               | Menhir    | Reguengos de Monsaraz |           | 38° 26′ 31″ N, 7° 24′ 49″ O                             |       |
| Menhir de Bulhoa                 | Menhir    | Reguengos de Monsaraz |           | 38° 27′ 44″ N, 7° 22′ 59″ O                             |       |
| Menhir de Outeiro                | Menhir    | Reguengos de Monsaraz |           | 38° 28′ 13″ N, 7° 23′ 37″ O                             |       |
| Menhir de Santa Margarida        | Menhir    | Reguengos de Monsaraz |           | 38° 27′ 02″ N, 7° 25′ 48″ O                             |       |
| Rocha dos Namorados              | Mégalithe | Reguengos de Monsaraz |           | 38° 26′ 44″ N, 7° 28′ 33″ O                             |       |
| Anta de Aguiar                   | Dolmen    | Viana do Alentejo     |           | 38° 23′ 26″ N, 7° 58′ 12″ O                             |       |